# Fröks församling
Fröks församling var en församling i nuvarande Härnösands stift i nuvarande Kramfors kommun. Församlingen uppgick tidigt i Nora församling.

## Administrativ historik
Församlingen har medeltida ursprung och uppgick tidigt i Nora församling.